# Murciélago (toro)
Murciélago fue un toro de lidia adquirido por el aragonés Joaquín Val a la viuda del ganadero Felipe Pérez Laborda en 1873, de Casta Navarra que fue indultado en 1879 por la bravura demostrada durante lidia.

## Historia
Murciélago, un toro cinqueño, retinto colorado, con ojos de perdiz y bien armado de pitones, fue lidiado en tercer lugar el 5 de octubre de 1879 en la desaparecida plaza de toros de Los Tejares (Córdoba) por el diestro Rafael Molina Lagartijo siendo el segundo toro indultado por el espada. Murciélago llegó a tomar veinticuatro varas de los picadores que no le restaron fuerza a pesar de ello, demostrando a lo largo de la lidia una bravura indómita, por lo que el torero solicitó el indulto para el astado.
Tras ser sanado de las heridas recibidas durante la lidia, el toro según José María de Cossío, fue comprado por Antonio Miura para ser cruzado con un número limitado de la vacada que este ya poseía, en torno a unas setenta vacas según Cossío y unas treinta y seis según Ricardo Ollaquindia. Otros autores como Salvador Giménez, en Los Califas del toreo, referencia que fue el propio torero Lagartijo quien dispuso que Murciélago fuese regalado al ganadero andaluz en lugar de ser vendido a este. La cuestión es que Murciélago pasó a manos de la ganadería Miura, a la que aportó las características de la pinta del pelo colorado y los ojos de perdiz característicos de los toros navarros y que aún muestran algunos de los miuras, según algunos autores.

## Lamborghini
El nombre del toro Murciélago fue usado por Lamborghini para nombrar el modelo Lamborghini Murciélago fabricado entre 2001 hasta 2010, de esta forma se honraba al fabricante Ferruccio Lamborghini y a su mostrada pasión por las corridas de toros. El fabricante ha empleado los nombres de diferentes toros célebres a lo largo de su historia para denominar a sus deportivos. El modelo Lamborghini Murciélago fue incluido en el año 2008 en la película Batman The Dark Night donde puede verse el deportivo conducido por Bruce Wayne.